# Coroiești, Hunedoara
Coroiești sau Jiu-Coroiești este un sat în comuna Sălașu de Sus din județul Hunedoara, Transilvania, România.

## Istoric
Până la mijlocul secolului al XV-lea, cnezii locali nu s-au ridicat la rang de nobili, satul lor fiind socotit moșie regală, inițial administrat de la Hațeg, apoi din cetatea Devei. În anul 1463 regele Matia a dăruit satul unor sălășeni, care, așa cum spunea dania, îl stăpâniseră din vechime, după obiceiul cnezatului. Stăpânirea totală a satului de către nobilii români din Sălașu este însă contrazisă de alte prezențe feudale locale, dintre care, chiar în preajma donației lui Matia, sunt pomeniți Ioan și Nicolae. Această prezență paralelă își face tot mai mult simțită prezența către sfârșitul veacului al XV-lea. În secolul următor sălășenii și îndeosebi familia Sărăcin, vor câștiga poziții temeinice, în paralel cu intrarea în anonimat, dispariția ori iobăgirea unei bune părți a nobililor mărunți din Coroiești. La începutul secolului al XVI-lea, moștenirea Sărăcineștilor va fi preluată de familia Keresztessy, pe care o descoperim la Coroiești și la 1694.

## Biserică
Biserica, situată în zona central-vestică a satului, are un aspect destul de curios, menit să deruteze. Intratea se face în vest, pe o ușă cu deschidere evazată spre interior. Se pătrunde într-o navă de 9,20 m lungime, cu pereți groși de 0,80 m. După această lungime se formează două nișe late de 1,03 m fiecare. Cea din nord pătrunde mai mult în grosimea peretelui (0,36 m), decât cea sudică (0,14 m). Urmează apoi umerii altarului, groși de circa o jumătate de metru, din care se arcuiește o închidere semicirculară. Din vechile ferestre, ,,înguste și lungărețe ca la cele mai vechi biserici, nu au rămas decât câteva, cele din est au fost astupate și în locul lor au fost sparte în pereți alte ferestre, mai înălțate. Ștefan Molovan credea că partea cea mai veche a fost cea a ,,bărbaților, respectiv, ceea ce ar putea fi desemnat ca parte din față a navei necompartimentate, asemănătoare cu un ,,oratoriu . La acela se vor fi adăugat, pe la 1844, altarul și ,,tinda femeilor. Afirmația poate fi contrazisă de grosimile diferite ale principalelor componente ale bisericii, din care situație, nava, în întregimea ei, pare să fi fost, într-adevăr mai veche, iar altarul transformat radical. Chiar și modalitatea de rezolvare a intrării amintește de o soluție mai arhaică. Ferestrele așa cum fuseseră văzute de Ștefan Moldovan, trimit iarăși către arhitectura medievală. Tipul de altar semicircular reapare în Hațeg cel mai devreme în secolul al XVII-lea, ceea ce ar putea fi un indiciu oarecare pentru istoria bisericii. 
Cel mai probabil biserica a fost construită de către localnici, probabil înaintea secolului al XVI-lea. Dar mai departe, cine și cum s-a implicat în întreținerea ei, este imposibil de judecat.

## Personalități
- Nicolae Brânzeu (1883-1963), preot greco-catolic, delegat la Marea Adunare Națională de la Alba Iulia, deținut politic

## Imagini

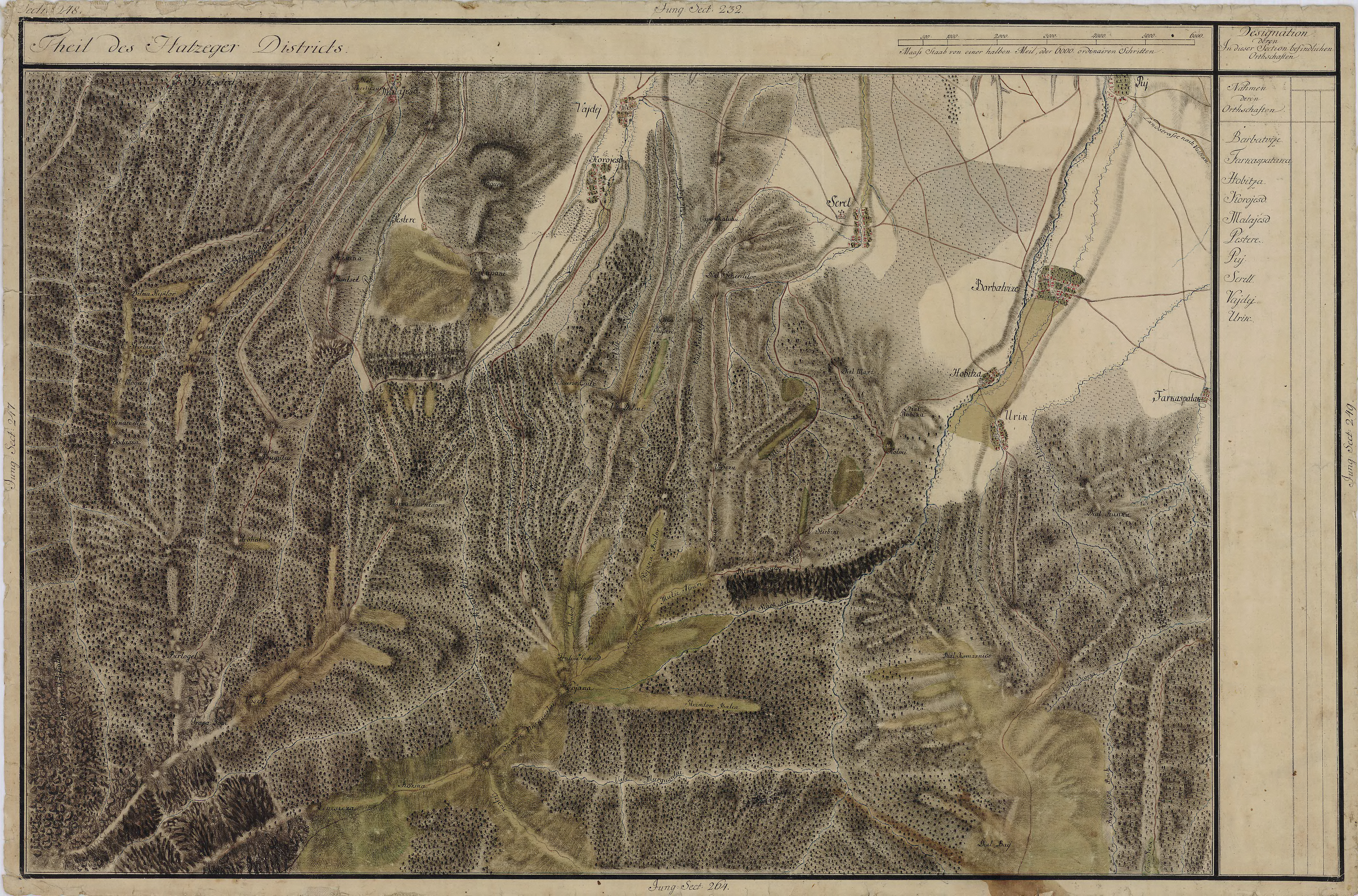
Coroiești în Harta Iosefină a Transilvaniei, 1769-1773